# Bathypathes erotema
Bathypathes erotema är en korallart som beskrevs av Schultze 1903. Bathypathes erotema ingår i släktet Bathypathes och familjen Schizopathidae.
Artens utbredningsområde är Södra Ishavet. Inga underarter finns listade i Catalogue of Life.